# 西河乡 (达尔罕茂明安联合旗)
西河乡是中华人民共和国内蒙古自治区包头市达尔罕茂明安联合旗下辖的一个乡。
2012年1月20日，内蒙古自治区人民政府批复同意从乌克忽洞镇划出部分区域，设置西河乡，辖太平、西河、前河、什拉文格、查干朝鲁、得令沟、石兰哈达、德承永、本不台9个村，驻西河。

## 行政区划
西河乡下辖以下村级行政区划单位：
太平村、前河村、什拉文格村、德令沟村、西河村、德承永村、查干朝鲁嘎查、石兰哈达村和本不台村。